# Älvkarleby socken
Älvkarleby socken i Uppland ingick i Örbyhus härad och området utgör sedan 1971 Älvkarleby kommun, från 2016 inom Älvkarleby distrikt och Skutskärs distrikt.
Socknens areal är 236,97 kvadratkilometer varav 217,64 land. År 2000 fanns här 1 956 invånare. Tätorterna Skutskär med Skutskärs kyrka och Marma, orten Älvkarleö bruk samt tätorten och kyrkbyn Älvkarleby med sockenkyrkan Älvkarleby kyrka ligger i socknen.   

## Administrativ historik
Älvkarleby socken har medeltida ursprung och omtalas första gången 1280 och området var en kapellförsamling under Tierps socken till 1642 . I de äldsta beläggen är anknytningen mellan fiskerätt och hemman stark. Omfattning framträder först i 1500-talsmaterialet, där det kameralt omfattar endast bebyggelsen på båda sidor om Dalälvens nedersta lopp, Tensmyra, Näsboda och Älvkarleby by delad på ”östan ån” och ”västan ån”. I kyrkligt avseende räknades dit även Gårdskär och Marma, vilka kameralt tillhörde Västlands socken. De överfördes i kameralt avseende till Älvkarleby socken efter 1582 men före 1597. Judiciellt tycks Älvkarleby ha förts samman med Västland. . 1940 överfördes hit delar av Fleräng från Valbo socken vilka 1958 överfördes från Gävleborgs län till Uppsala län.
Vid kommunreformen 1862 övergick socknens ansvar för de kyrkliga frågorna till Älvkarleby församling och för de borgerliga frågorna bildades Älvkarleby landskommun. Landskommunen ombildades 1971 till Älvkarleby kommun. Ur församlingen utbröts 1 maj 1909 Skutskärs församling. Församlingen uppgick 2006 i Älvkarleby-Skutskärs församling.
1 januari 2016 inrättades distriktet Älvkarleby och Skutskär, med samma omfattning som motsvarande församlingar hade 1999/2000 och fick 1906, och vari detta sockenområde ingår.
Socknen har tillhört län, fögderier, tingslag och domsagor enligt vad som beskrivs i artikeln Örbyhus härad. De indelta soldaterna tillhörde Livregementets dragonkår, Norra Upplands skvadron. De indelta båtsmännen tillhörde Norra Roslags 1:a båtsmanskompani.

## Geografi
Älvkarleby socken ligger vid norra Upplandskusten vid Gävlebukten kring Dalälvens nedersta lopp med flera öar i Bottenviken och genomlöpt av Uppsalaåsen. Socknen är en flack myrrik skogsbygd.
Socknen korsas av E4 samt av Ostkustbanan. Söder om Älvkarleby och uppströms Älvkarleby kraftverk ligger Lanforsens kraftverk. Genom socknen går ett av de vackraste avsnitten av vandringsleden Upplandsleden (Marma-Älvkarleby-Hemlingby). 
Socknens nordligaste utpost är Billuddens naturreservat. I denna del av socknen ligger även badstränder som Rullsand och Brämsand. Fiskeläget Gårdskär ligger i socknens nordöstra del.

## Fornlämningar
Från bronsåldern finns cirka 20 gravrösen av kusttyp. Från järnåldern finns sex gravfält och en fornborg. Två runstenar har påträffats.

## Namnet
Namnet skrevs 1167-1185 Eluekarlebuj och kommer från kyrkbyn. Förleden är en inbyggarbeteckning älvakarlar syftande på området vid älven. efterleden är by, 'gård; by'.
Före 1902 skrevs namnet Elfkarleby socken.